# Maison d'Archibald Reiss
La maison d'Archibald Reiss (en serbe cyrillique : Кућа Арчибалда Рајса ; en serbe latin : Kuća Arčibalda Rajsa) est située à Belgrade, dans la municipalité de Savski venac. Elle est inscrite sur la liste des biens culturels de la Ville de Belgrade.

## Présentation
Rudolph Archibald Reiss (1876-1929) était un criminologue de renom, professeur de criminologie de l'Université de Lausanne. Après la Première Guerre mondiale, à la demande de la Serbie, il fut envoyé au Tribunal international comme membre de la Commission pour l'établissement des crimes de guerre des forces autrichiennes et bulgares dans la Serbie occupée. Il rassembla à cet effet de nombreux documents sur les crimes perpétrés dans la Mačva et dans l'est de la Serbie. Après la guerre, il vécut à Belgrade où il mourut en 1929 et fut enterré au cimetière de Topčider.
En 1921, Archibald Reiss avait reçu un terrain dans le quartier-parc de Topčider. La même année, il s'y fit construire une maison, aujourd'hui située 73 Bulevar vojvode Mišića, sur les plans de l'architecte Lazar Lacković et il nomma sa maison la Villa Dobro polje, en souvenir d'un lieu de Macédoine où se déroula un combat déterminant sur le front de Salonique en 1918. La villa fut conçue sur le modèle des maisons villageoises de Serbie, avec un rez-de-chaussée, un porche ornée d'arcades et de colonnes, le tout peint aux couleurs du drapeau serbe. L'intérieur est conforme à l'image que Reiss se faisait d'une maison rurale serbe.